# Pfaffing (Oberösterreich)
Pfaffing ist eine Gemeinde in Oberösterreich im Bezirk Vöcklabruck  im Hausruckviertel mit 1521 Einwohnern (Stand 1. Jänner 2025). Die Gemeinde liegt im Gerichtsbezirk Vöcklabruck.

## Geografie
Pfaffing liegt auf 555 m Höhe im Hausruckviertel. Die Ausdehnung beträgt von Nord nach Süd 5,3 km, von West nach Ost 4 km. Die Gesamtfläche beträgt 35,39 km², 31 % der Fläche sind bewaldet, 62,8 % der Fläche werden landwirtschaftlich genutzt.

### Gemeindegliederung
Das Gemeindegebiet umfasst folgende Ortschaften (in Klammern Einwohnerzahl Stand 1. Jänner 2025):
- Außerreith (55)
- Fischham (56)
- Forsterreith (48)
- Frieding (45)
- Graben (88)
- Hainberg (5)
- Hainleiten (11)
- Hangstraße (83)
- Hausham (46)
- Holzpoint (116)
- Kienleiten (40)
- Kropfling (31)
- Maurachen (27)
- Mauracherberg (6)
- Mesnerleiten (44)
- Mitterberg (20)
- Nindorf (89)
- Oberalberting (109)
- Oberkogl (4)
- Obermoos (1)
- Pfaffing (95)
- Schneiderweg (21)
- Schweiber (44)
- Sieberer (30)
- Sonnleiten (139)
- Steinberg (27)
- Teicht (29)
- Teichweg (0)
- Tiefenbach (46)
- Unterkogl (22)
- Weixlbaum (14)
- Weixlbaumerberg (66)
- Ziegelhaid (64)

### Nachbargemeinden
|              | Frankenburg am Hausruck                     |             |
| Fornach      | Kompassrose, die auf Nachbargemeinden zeigt |             |
| Frankenmarkt |                                             | Vöcklamarkt |

## Geschichte

### Ortsgeschichte

#### Antike
Von 16 v. Chr. bis 450 war Pfaffing Teil der römischen Provinz Noricum. Bei Grabungen im Jahr 2012 wurden in der Nähe des Haushamerfelds die Fundamente einer römischen Villa freigelegt (⊙).

#### Mittelalter
Im 6. Jahrhundert wanderten die Baiern von Westen her in die fast entvölkerte ehemalige römische Provinz ein. Sie wanderten über den Fornacher Redlbach bis hinauf nach Walligen und Frieding, um Boden für ihre Viehherden zu finden. Die damals noch heidnischen Baiern stammten aus dem geordneten Staatssystem ihrer bayrischen Herzoge aus dem Geschlecht der Agilolfinger, die die Siedlungslandschaften südlich der Donau in die politischen Einheiten des Traungaues, des Attergaues und Mattiggaues eingeteilt hatten.
Die Baiern begegneten in friedlicher Weise den wenigen, nicht abgewanderten römischen Altsiedlern und haben dabei in bescheidenem Maße nicht nur römisches, sondern auch christliches Leben kennengelernt.
Mit der Gründung des Klosters Mondsee durch Herzog Odilo von Bayern im Jahr 748 wurde ein großer christlicher Missionsbereich geschaffen, der in den Attergau hineingereicht hat. Herzog Odilo schenkte dem Kloster Mondsee die großen Waldgebiete im Atter- und Mattiggau. Der nördlichste Begrenzungspunkt des Stiftslandes Mondsee reichte bis zum Burgstall in Mösendorf, und reiche Schenkungen an dieses Kloster scheinen urkundlich auch aus dem Raum Pfaffing auf.
Die erste urkundliche Nennung im heutigen Gemeindegebiet Pfaffing findet sich im „Mondseer Traditionskodex“ des ehemaligen Klosters Mondsee.
Hier ist aufgezeichnet, dass der bayerische Herzog Tassilo III., er ist auch der Begründer der Klöster Kremsmünster und Mattsee, im Jahre 772 dem Kloster Mondsee das Dorf Forsterreith, das zum Krongut der bayerischen Herzoge im großen Waldgebiet des Höhnharts (Kobernaußerwald mit Hausruck) gezählt hat, geschenkt hatte.
Da es für Pfaffing keine urkundliche Aufzeichnung gibt, kann die Sprachforschung weiterhelfen: In der althochdeutschen Sprache zwischen 750 und 1100 nannte man einen Vollpriester und Weltpriester phapho, das übersetzt Pfaff oder im Neuhochdeutschen Priester heißt.
Die Siedlungsnamen, die mit der Nachsilbe -ing gebildet worden waren, drückten bei den Baiern und später bei den fränkischen Königen bis zum 9. Jahrhundert die Zugehörigkeit zu einem Lagenamen oder zu einem Besitznamen, der mit einem Personennamen verbunden gewesen war, aus. In der Pfarre Vöcklamarkt/Pfaffing gibt es zwölf Ortsnamen mit der Nachsilbe -ing. Einer davon ist Pfaffing, der mit der Nachsilbe -ing auf die Zugehörigkeit zur Wirkungsstätte der dort missionierenden Weltpriester und Seelsorger hinweist. Diese lebten, wie es die Synode von Henching (Oberbayern) 772 beschlossen hatte, in einer „Residenz“ und nicht wie die Mönche in einem Kloster zusammen.
Solch eine „Residenz“ als Sitz von Pfaffing konnte zwar in der oberösterreichischen Namensindexforschung nicht lokalisiert werden, dürfte aber ein Edelhof und später ein Bauernhof gewesen sein, aus dem sich dann der Pfarrhof mit einer christlichen Gebets- und Andachtsstätte, einer Kapelle oder einer Kirche, entwickelt hatte.
Die hl. Margaretha ist die Kirchenpatronin der Pfaffinger Kirche. Sie ist eine der 14 Nothelfer und wurde als Schutzfrau der Bauern und ihrer Felder besonders verehrt.
Geschichtlich weist die heilige Margaretha auf die fränkische Missionsarbeit der Karolingerzeit hin.
In der Zeit, als die Bamberger Bischöfe von 1007 bis 1379 mit dem Herrschaftsbereich des Atter- und des Mattiggaues, und die Bischöfe des Bistums Passau mit der kirchlichen Verwaltung betraut worden waren, wurden die pfarrlichen Gebiete neu organisiert.
Die Bamberger Bischöfe gründeten im Vöckla- und Mattigtal neue Pfarren, zu denen die beiden Altpfarren Pfaffing und Pöndorf mit ihren Zu- oder Filialkirchen zählten. Das Patronatsrecht, das war das Schutzherrenrecht, erhielt das Stift Mattsee.
Auch Vöcklamarkt, damals Vekkelsdorf, ist eine bambergische Pfarrgründung, die unter Bischof Altmann – im Stiftsbrief von St. Nikola 1068 als Pfarre genannt – an das Bistum Passau gekommen ist.
Aus dieser Zeit stammt das romanische Mauerwerk der Kirche in Pfaffing, das in der Zeit zwischen 1050 und 1150 aufgemauert worden ist.
Die Kirche und der Pfarrhof in Pfaffing entwickelten sich in der Zeit der Bamberger Bischöfe, als diese die Grafen von Schaunberg als Vögte eingesetzt hatten, zu einem pfarrlichen Mittelpunkt einer Großpfarre. Diese wird in der Handschrift der Lonsdorfer Matrikel des 13. und 14. Jahrhunderts, die die Pfründen des Hochstiftes Passau umfasst, als Pfarre Pfaffing genannt.
Die Vögte waren die weltlichen Vertreter der Bischöfe von Bamberg, sie überwachten die Abgabefreiheit des kirchlichen Besitzes und führten die eigene Gerichtsbarkeit aus.
So befreite 1289 Graf Heinrich von Schaunberg die Kirche von Pfaffing von den Vogtabgaben und hat 1290 vom Bischof von Bamberg die Feste Frankenburg auf dem Hofberg, zu deren Besitz auch Vöcklasdorf und Pfaffing zählten, als Pfandbesitz erhalten. Der Schaunberger hatte dem Bischof 800 Mark in Silber geliehen.
Graf Konrad von Schaunberg verlieh als Vogt der Bamberger Bischöfe im Jahr 1319 dem Pfarr-Widdum Pfaffing die Hofmark-Gerechtigkeit mit der niederen Gerichtsbarkeit. Somit war das Pfarr-Widdum Pfaffing den weltlichen Grundherrschaften ringsum gleichgestellt.

#### Frühe Neuzeit
Seit 1490 wird dieses Gebiet dem Fürstentum Österreich ob der Enns zugerechnet.
Der Pfarrhof von Pfaffing, als Sitz der Geistlichkeit schon 1289 und 1319 genannt, blieb noch bis 1941 der Pfarrhof der Pfarrgemeinde Vöcklamarkt/Pfaffing.
Zu Beginn des Dreißigjährigen Krieges verpfändeten 1620 die Habsburger Oberösterreich in Ermangelung finanzieller Mittel für die Kriegskasse an den bayerischen Herzog Maximilian I. In der Folgezeit ließ Maximilian neben zahlreichen Steuerbeamten auch katholische Geistliche nach Oberösterreich entsenden, welche dort gemäß dem Rechtsprinzip Cuius regio, eius religio die Gegenreformation durchsetzen sollten. Das Gebiet um Pfaffing gehörte zu jenen Gegenden Oberösterreichs, in denen Protestanten besonders heftigen Widerstand gegen die Gegenreformation leisteten. Nach dem Frankenburger Würfelspiel auf dem in der Gemeinde Pfaffing gelegenen Haushamerfeld, bei dem der bayerische Statthalter Adam Graf von Herberstorff am 15. Mai 1625 36 Männer paarweise um ihr Leben würfeln ließ, wurden vier der Verlierer durch Erhängen an der Linde am Haushamerfeld hingerichtet. Zum 300. Jahrestag 1925 wurde am Ort des Geschehens ein Denkmal und eine Erinnerungstafel errichtet.
Während der Napoleonischen Kriege war der Ort mehrfach besetzt.

#### Zeitgeschichte
Seit 1918 gehört der Ort Frankenburg zum Bundesland Oberösterreich. Nach dem Anschluss Österreichs an das Deutsche Reich am 13. März 1938 gehörte der Ort zum Gau Oberdonau. 1945 erfolgte die Wiederherstellung Oberösterreichs.

### Einwohnerentwicklung
1991 hatte die Gemeinde laut Volkszählung 1.266 Einwohner, 2001 dann 1.371 Einwohner. Seither steigt die Bevölkerungszahl.

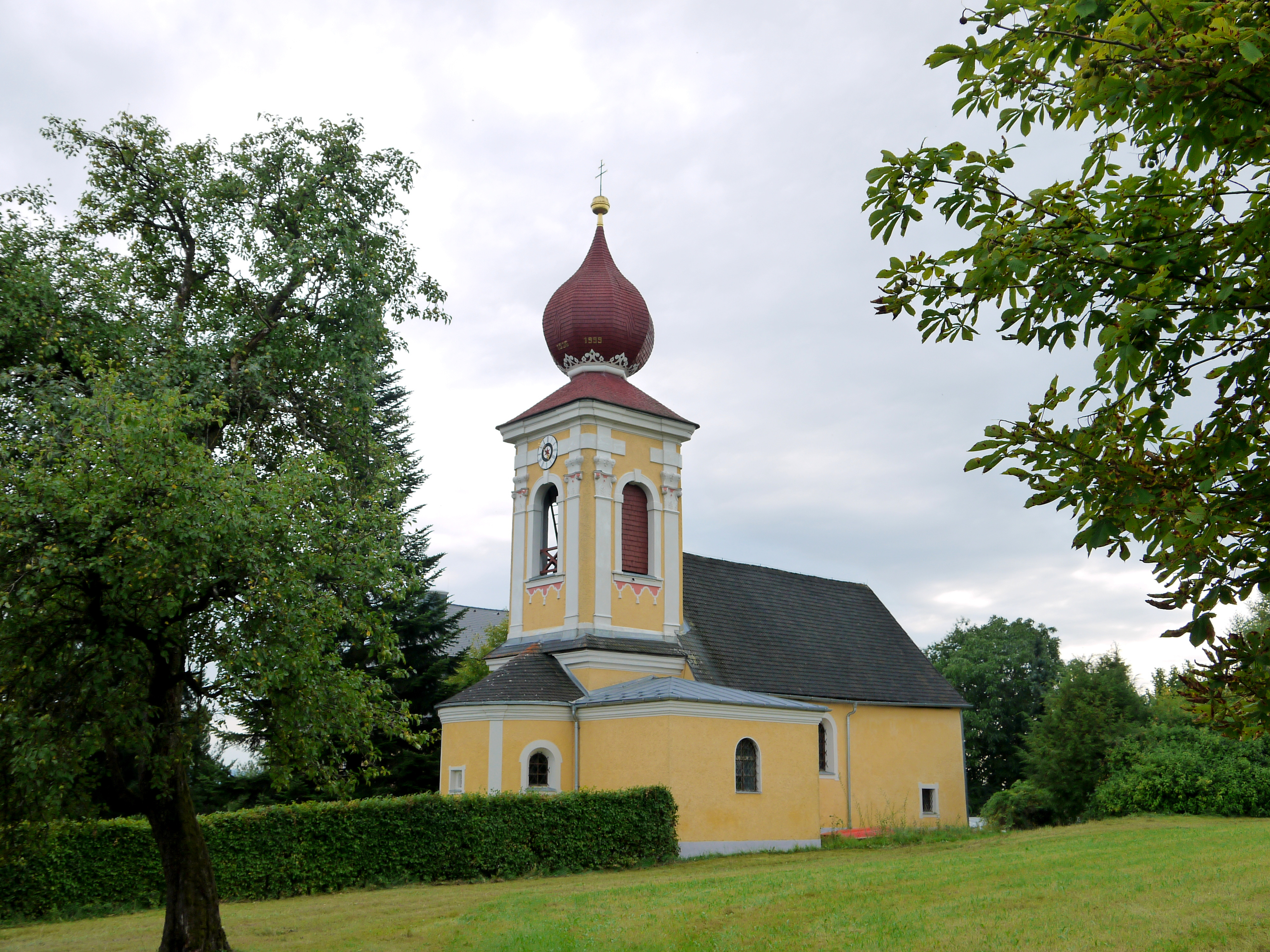
Filialkirche St. Margaretha

## Kultur und Sehenswürdigkeiten
- Filialkirche St. Margaretha
- Bauernkriegsdenkmal
- Pfarrhof

## Wirtschaft und Infrastruktur

### Sport
Pfaffing beheimatet den Tennisclub UTC Pfaffing - Vöcklamarkt.
Der Verein wurde 1978 gegründet, hat vier Außen-Sandplätze und ist seit der Gründung mit zahlreichen Mannschaften in der Öst. Tennismeisterschaft des ÖTV vertreten.

## Politik
Der Gemeinderat hat 19 Mitglieder.
- Mit den Gemeinderats- und Bürgermeisterwahlen in Oberösterreich 2003 hatte der Gemeinderat folgende Verteilung: 11 SPÖ und 8 ÖVP.
- Mit den Gemeinderats- und Bürgermeisterwahlen in Oberösterreich 2009 hatte der Gemeinderat folgende Verteilung: 10 SPÖ und 9 ÖVP.
- Mit den Gemeinderats- und Bürgermeisterwahlen in Oberösterreich 2015 hatte der Gemeinderat folgende Verteilung: 11 SPÖ und 8 ÖVP.
- Mit den Gemeinderats- und Bürgermeisterwahlen in Oberösterreich 2021 hat der Gemeinderat folgende Verteilung: 11 SPÖ und 8 ÖVP.[6]

### Bürgermeister
- bis 2008 Johann Hofinger (SPÖ)
- 2008–2014 Hildegard Pauzenberger (SPÖ)
- seit 2014 Gabriele Aigenstuhler (SPÖ)

### Wappen
Blasonierung: „Unter schwarzem Schildhaupt mit drei silbernen Würfeln balkenweis, von denen jeder oben ein schwarzes, rechts zwei und links vier schwarze Augen zeigt, ein rotes sitzendes Eichhörnchen in Silber, das einen grünen Tannenzapfen mit den Vorderpfoten vor sich hält.“
Die Gemeindefarben sind Rot-Weiß-Grün.
Das Eichhörnchen ist dem Wappen der Vorster entnommen, einem bedeutenden Rittergeschlecht, dessen Stammsitz Forsterreith sich in der gleichnamigen Ortschaft befand. Die Würfel erinnern an das Frankenburger Würfelspiel, das 1625 auf dem Haushamerfeld im heutigen Gemeindegebiet von Pfaffing stattfand.